# Thomas Ahrenkiel
Thomas Ahrenkiel (født 19. oktober 1967) er tidligere departementschef i Forsvarsministeriet, og er fra 1. september 2025 udpeget som chef for Forsvarets Efterretningstjeneste, en stilling han  også havde i perioden fra 2010-2015.
Thomas Ahrenkiel har en uddannelse som cand. polit. fra Københavns Universitet. Han har stor erfaring med udenrigstjenesten, blandt andet som departementsråd i Statsministeriet og som ambassade-sekretær i Bruxelles.
2005 blev han Ridder af Dannebrog og han er medlem af  Bilderberggruppen.
Thomas Ahrenkiel står centralt i sagerne om   svindel  i Forsvarsministeriets Ejendomsstyrelse. Han har tidligere, i 2018 modtaget  kritik fra Kammeradvokaten, efter at  han i 2016 havde deltaget i et møde hvor hans daværende kæreste  og nuværende hustru fik  en  lønforhøjelse på 1.500 kroner månedligt samt et engangsbeløb på 75.000 kroner. Han havde dog inden lønforhandlingerne fortalt  Statsministeriets departementschef Christian Kettel Thomsen, der er  landets øverste embedsmand, om forholdet, så han  slap for yderligere i påtale i sagen da han angiveligt havde handlet i god tro.
Thomas Ahrenkiel skulle 1. september 2020 forlade Forsvarsministeriet for at tiltræde stillingen som dansk ambassadør i Berlin. I forbindelse med sagen om Forsvarets Efterretningstjeneste, hvor han er tidligere chef, blev han imidlertid 24.8. fritaget for tjeneste og hjemsendt med øjeblikkeligt varsel.[kilde mangler]